# Sjöbo, Kungsbacka kommun
För andra betydelser, se Sjöbo (olika betydelser).
Sjöbo är en småort i Älvsåkers socken i Kungsbacka kommun, Hallands län. 